# Elke (Lied)
Elke ist ein Punksong der Band Die Ärzte. Es ist der siebte Titel ihres 1988er Albums Das ist nicht die ganze Wahrheit ….

## Text und Musik
Der Text des Liedes wurde von einem übergewichtigen Fan inspiriert und beinhaltet eine fiktive Liebesgeschichte zwischen Farin Urlaub und dem Fan. Der Song weist eine musikalische Besonderheit auf, da der erste Vers langsam gesungen wird und das Lied dann sehr abrupt in den Refrain übergeht und dabei mit schnellerem Gesang fortschreitet. Das Gitarrensolo nach dem letzten Refrain wurde von Bela B eingespielt.

## Veröffentlichung und Rezeption
Elke wurde zu einem live oft gespielten Song im Repertoire der Die Ärzte, wie die Aufnahme der Live-Version von 1988 auf Das Beste von kurz nach früher bis jetze und der Single von 1999 zeigt. Die Single erreichte Platz 28 der deutschen Charts und war drei Wochen platziert.
Bei einem Konzert der Die Ärzte auf dem Berliner Tempelhofer Feld im August 2022 forderte ein Zuschauer den Song als Zugabe, woraufhin Sänger Farin Urlaub entgegnete, diesen Song werde man nicht mehr spielen, da er Fatshaming enthalte und misogyn sei. Tatsächlich wurde das Lied bereits seit 2004 nur noch selten und seit 2011 gar nicht mehr gespielt.

## Musikvideo
Das Video ist animiert und zeigt die Band live, während die Figur eines gigantischen weiblichen Fans Bandmitglieder mit Luftküssen und dergleichen „angreift“. Diese wehren sich, bis die Angreiferin auf dem Boden aufschlägt. Es stellt sich heraus, dass sie noch lebt und empört ist. Der Fan wird schließlich mit einem Panzer getötet.